# Generální tajemník Komunistické strany Sovětského svazu
Generální tajemník Ústředního výboru Komunistické strany Sovětského svazu (rusky Генеральный секретарь ЦК КПСС) byl předsedou Komunistické strany Sovětského svazu (KSSS). Od roku 1929 až do rozpadu Sovětského svazu v roce 1991 byl držitel úřadu uznáván jako vůdce Sovětského svazu.

## Historie
Před říjnovou revolucí byla práce stranického tajemníka z velké části byrokratická. Po převzetí moci bolševiky byl v roce 1919 zřízen úřad odpovědného tajemníka, který vykonával administrativní práci. Po vítězství bolševiků v ruské občanské válce vytvořil Vladimir Iljič Lenin v roce 1922 úřad generálního tajemníka s tím, že bude sloužit čistě administrativním a disciplinárním účelům. Jeho hlavním úkolem mělo být určování složení členstva strany a přidělování funkcí ve straně. Generální tajemník také dohlížel na evidenci stranických událostí a byl pověřen informováním stranických vůdců a členů o činnosti strany. Při sestavování své vlády jmenoval Lenin generálním tajemníkem Josifa Stalina. Během několika následujících let dokázal Stalin využít principů demokratického centralismu a přeměnit svou funkci na funkci předsedy strany a nakonec i vůdce Sovětského svazu.
Ještě před Leninovou smrtí v roce 1924 bylo Stalinovo působení ve funkci generálního tajemníka kritizováno. V posledních měsících svého života sepsal Lenin pamflet, v němž požadoval Stalinovo odvolání s odůvodněním, že se Stalin stává autoritářem a zneužívá své moci. Pamflet vyvolal politickou krizi, která ohrozila Stalinovu pozici generálního tajemníka, a proběhlo hlasování o jeho odvolání z funkce. S pomocí Grigorije Zinovjeva a Lva Kameněva se Stalinovi podařilo skandál ustát a zůstat ve funkci. Po Leninově smrti začal Stalin upevňovat svou moc pomocí funkce generálního tajemníka. Do roku 1928 se nepochybně stal de facto vůdcem Sovětského svazu, přičemž funkce generálního tajemníka se stala nejvyšší funkcí v zemi. V roce 1934 se XVII. sjezd strany zdržel formálního znovuzvolení Stalina generálním tajemníkem. Stalin však byl znovu zvolen do všech ostatních funkcí, které zastával, a zůstal v čele strany bez ztráty moci.
V 50. letech se Stalin stále více stahoval ze sekretariátu strany a přenechával dohled nad tímto orgánem Georgiji Malenkovovi, pravděpodobně proto, aby si ověřil jeho schopnosti jako potenciálního nástupce. V říjnu 1952 na XIX. sjezdu strany Stalin provedl restrukturalizaci vedení strany. Jeho žádost, vyslovenou prostřednictvím Malenkova, aby byl vzhledem ke svému věku zbaven funkcí ve stranickém sekretariátu, stranický sjezd zamítl, protože delegáti si nebyli jisti Stalinovými záměry. Sjezd nakonec formálně zrušil Stalinovu funkci generálního tajemníka, ačkoli Stalin zůstal jedním ze stranických tajemníků a zachoval si konečnou kontrolu nad stranou. Když Stalin 5. března 1953 zemřel, byl Malenkov považován za nejdůležitějšího člena sekretariátu, v němž byl mimo jiné také Nikita Chruščov. V rámci krátkodobé „trojky“ ve složení Malenkov, Berija a Molotov se Malenkov stal předsedou Rady ministrů, ale o devět dní později, 14. března, byl nucen ze sekretariátu odstoupit. Chruščov tak fakticky převzal kontrolu nad vládou a na plénu ústředního výboru konaného 14. září téhož roku byl zvolen do nové funkce prvního tajemníka Komunistické strany Sovětského svazu. Chruščov následně převálcoval své soupeře, kteří se snažili zpochybnit jeho politické reformy. V roce 1957 se mu podařilo komplexně odstavit od moci Malenkova, Molotova a Lazara Kaganoviče (jednoho z nejstarších a nejbližších Stalinových spolupracovníků), což rovněž přispělo k posílení funkce prvního tajemníka.
V roce 1964 vedl vliv opozice v politbyru a ústředním výboru, který sílil od vypuknutí kubánské krize, k Chruščovovu odvolání z funkce. Chruščova ve funkci prvního tajemníka vystřídal Leonid Brežněv, který však byl zpočátku nucen vládnout v rámci kolektivního vedení a vytvořil další „trojku“ s premiérem Alexejem Kosyginem a předsedou Nikolajem Podgorným. V roce 1966 byla funkce přejmenována na generálního tajemníka. Kolektivní vedení dokázalo během Brežněvovy éry omezit pravomoci generálního tajemníka. Brežněvův vliv v průběhu 70. let rostl, protože si dokázal udržet podporu tím, že se vyhýbal jakýmkoli radikálním reformám. Po Brežněvově smrti byli Jurij Andropov a Konstantin Černěnko schopni řídit zemi stejným způsobem jako Brežněv. Michail Gorbačov vládl Sovětskému svazu jako generální tajemník až do roku 1990, kdy komunistická strana ztratila monopol moci nad politickým systémem. Úřad prezidenta Sovětského svazu byl zřízen proto, aby si Gorbačov mohl nadále udržet roli vůdce Sovětského svazu. Po neúspěšném srpnovém puči v roce 1991 Gorbačov na funkci generálního tajemníka rezignoval. Jeho nástupcem se stal jeho zástupce Vladimír Ivaško, který funkci úřadujícího generálního tajemníka vykonával pouze pět dní, než Boris Jelcin, nově zvolený prezident Ruska, pozastavil veškerou činnost komunistické strany. Po zákazu strany založil v roce 1993 Oleg Šenin Svaz komunistických stran – Komunistickou stranu Sovětského svazu, který se věnuje oživení a obnově KSSS. Organizace má členy ve všech bývalých sovětských republikách.

## Seznam generálních tajemníků
| Portrét | Jméno (narození–úmrtí)                                                      | Působení v úřadu                                                            | Působení v úřadu                                                            | Působení v úřadu                                                            | Poznámky |
| Portrét | Jméno (narození–úmrtí)                                                      | Nástup                                                                      | Odchod                                                                      | Délka                                                                       | Poznámky |
| Technická tajemnice Ruské sociálně demokratické dělnické strany (1917–1918)                                | Technická tajemnice Ruské sociálně demokratické dělnické strany (1917–1918) | Technická tajemnice Ruské sociálně demokratické dělnické strany (1917–1918) | Technická tajemnice Ruské sociálně demokratické dělnické strany (1917–1918) | Technická tajemnice Ruské sociálně demokratické dělnické strany (1917–1918) | Technická tajemnice Ruské sociálně demokratické dělnické strany (1917–1918) |
| --- | --------------------------------------------------------------------------- | --------------------------------------------------------------------------- | --------------------------------------------------------------------------- | --------------------------------------------------------------------------- | --- |
| A woman wearing dark clothes and using a pair of glasses                                                   | Jelena Stasova (1873–1966)                                                  | duben 1917                                                                  | 1918                                                                        | 0–1 rok                                                                     | Jako technická tajemnice měla Stasová a její čtyřčlenný štáb na starosti přidělování práce, vedení finanční evidence, rozdělování stranických prostředků, formulování politiky stranických struktur a jmenování nových pracovníků. |
| Předseda Komunistické strany Ruska (1918–1919)                                                             |                                                                             |                                                                             |                                                                             |                                                                             | |
| A man in a black suit, black shirt and wearing a pair of glasses                                           | Jakov Sverdlov (1885–1919)                                                  | 1918                                                                        | 16. března 1919                                                             | 0–1 rok                                                                     | Sverdlov zůstal ve funkci až do své smrti 16. března 1919. Během svého působení ve funkci měl na starosti především technické, nikoli politické záležitosti. |
| A woman wearing dark clothes and using a pair of glasses                                                   | Jelena Stasova (1873–1966)                                                  | březen 1919                                                                 | prosinec 1919                                                               | 9 měsíců                                                                    | Když byla její funkce zrušena, nebyla Stasová považována za vážného konkurenta na post odpovědného tajemníka. |
| Odpovědný tajemník Komunistické strany Ruska (1919–1922)                                                   |                                                                             |                                                                             |                                                                             |                                                                             | |
| A man in a grey suit, light shirt and dark tie                                                             | Nikolaj Krestinskij(1883–1938)                                              | prosinec 1919                                                               | březen 1921                                                                 | 1 rok a 3 měsíce                                                            | Funkce odpovědného tajemníka fungovala jako funkce tajemníka, což byla poněkud podřadná funkce vzhledem k tomu, že Krestinskij byl zároveň členem politbyra, orgbjuru a sekretariátu strany. Krestinskij se nicméně nikdy nesnažil vytvořit mocenskou základnu, jak to později udělal Josif Stalin v době, kdy byl generálním tajemníkem. |
| A man in a dark suit, light shirt and dark tie, smiling                                                    | Vjačeslav Molotov (1890–1986)                                               | 16. března 1921                                                             | 3. dubna 1922                                                               | 291 dní                                                                     | Na X. sjezdu strany v březnu 1921 byl zvolen odpovědným tajemníkem. Sjezd rozhodl, že funkce odpovědného tajemníka by měla být přítomna na plenárních zasedáních politbyra. V důsledku toho se Molotov stal kandidátem na člena politbyra. |
| Generální tajemník Všesvazové komunistické strany (1922–1952)                                              |                                                                             |                                                                             |                                                                             |                                                                             | |
| | Josif Stalin (1878–1953)                                                    | 3. dubna 1922                                                               | 5. března 1953                                                              | 30 let a 336 dní                                                            | Stalin využil funkci generálního tajemníka k tomu, aby si vytvořil silnou mocenskou základnu. Na XVII. sjezdu strany v roce 1934 nebyl Stalin formálně znovu zvolen generálním tajemníkem a o této funkci se poté mluvilo jen zřídka. Stalin však byl znovu zvolen do všech ostatních funkcí, které zastával, a zůstal v čele strany bez ztráty moci. Na XIX. sjezdu strany 5. března 1953 byla funkce formálně zrušena, ale Stalin si zachoval konečnou kontrolu nad stranou a pozici předsedy Rady ministrů až do své smrti 5. března 1953. |
| První tajemník Komunistické strany Sovětského svazu (1953–1966)                                            |                                                                             |                                                                             |                                                                             |                                                                             | |
| An elderly bald man in a suit, with several medals pinned on it                                            | Nikita Chruščov (1894–1971)                                                 | 14. září 1953                                                               | 14. října 1964                                                              | 11 let a 30 dní                                                             | Chruščov obnovil funkci 14. září 1953 pod názvem první tajemník. V roce 1957 byl Protistranickou skupinou téměř zbaven funkce. Georgij Malenkov, vedoucí člen Protistranické skupiny, se obával, že pravomoci prvního tajemníka jsou prakticky neomezené. Chruščov byl 14. října 1964 z funkce odvolán a nahrazen Leonidem Brežněvem. |
| | Leonid Brežněv (1906–1982)                                                  | 14. října 1964                                                              | 8. dubna 1966                                                               | 1 rok a 176 dní                                                             | Brežněv byl součástí kolektivního vedení s premiérem Alexejem Kosyginem a dalšími. Na XXIII. sjezdu strany byla funkce prvního tajemníka přejmenována na generálního tajemníka. |
| Generální tajemník Komunistické strany Sovětského svazu (1966–1991)                                        |                                                                             |                                                                             |                                                                             |                                                                             | |
| | Leonid Brežněv (1906–1982)                                                  | 8. dubna 1966                                                               | 10. listopadu 1982                                                          | 16 let a 216 dní                                                            | Brežněvovy pravomoci a funkce generálního tajemníka byly omezeny kolektivním vedením. |
| | Jurij Andropov (1914–1984)                                                  | 10. listopadu 1982                                                          | 9. února 1984                                                               | 1 rok a 89 dní                                                              | Jako nejpravděpodobnější Brežněvův nástupce se ukázal být předsedou výboru pověřeného řízením Brežněvova pohřbu. Andropov řídil zemi stejným způsobem jako Brežněv. |
| | Konstantin Černěnko (1911–1985)                                             | 13. února 1984                                                              | 10. března 1985                                                             | 1 rok a 25 dní                                                              | V době zvolení do funkce generálního tajemníka bylo Černěnkovi 72 let a jeho zdravotní stav se rychle zhoršoval. Stejně jako Andropov řídil Černěnko zemi stejným způsobem jako Brežněv. |
| A man in a grey suit, white shirt and dark tie, balding with grey hair, he has a birthmark on his forehead | Michail Gorbačov (1931–2022)                                                | 11. března 1985                                                             | 24. srpna 1991                                                              | 6 let a 166 dní                                                             | Sjezd lidových poslanců v roce 1990 odstranil článek 6 ze sovětské ústavy z roku 1977, čímž komunistická strana ztratila své postavení „vedoucí a řídící síly sovětské společnosti“. Pravomoci generálního tajemníka byly drasticky omezeny. Po zbytek svého funkčního období vládl Gorbačov prostřednictvím úřadu prezidenta Sovětského svazu. Na svou stranickou funkci rezignoval 24. srpna 1991 v důsledku srpnového puče. |
| | Vladimir Ivaško (1932–1994)                                                 | 24. srpna 1991                                                              | 29. srpna 1991                                                              | 5 dní                                                                       | Na XXVIII. sjezdu KSSS byl zvolen zástupcem generálního tajemníka. Po Gorbačovově rezignaci se Ivaško stal úřadujícím generálním tajemníkem, ale v té době již neměla strana žádnou moc. Její činnost byla pozastavena 29. srpna 1991 a 6. listopadu byla zakázána. |